# Кхэн
Кхэн (лаос. ແຄນ) — лаосский музыкальный духовой многоголосный инструмент, разновидность губного органа. Представляет собой аэрофон, состоящий из нескольких бамбуковых трубочек разной длины (от 80 см до 3 м) с металлическими язычками, расположенных двумя параллельными рядами и соединённых с небольшим деревянным корпусом, имеющим отверстие для воздуха. Помимо Лаоса, где считается одним из национальных музыкальных символов, распространён также в регионе Исан на северо-востоке Таиланда. Первые образцы данного инструмента, как предполагается, появились ещё в бронзовом веке.
Существует четыре регистровых типа данного инструмента, различающихся количеством трубочек, которых может быть 6 (данный вариант распространён чаще всего среди национальных меньшинств Лаоса), 10, 14 (или 16; наиболее распространён именно данный тир со средней длиной трубок в 1 м и диапазоном в 2 октавы) либо 18. Звук издаётся как при выдувании, так и при наборе воздуха. В отличие от других лаосских народных инструментов кхэн имеет мнемоническую нотацию, выраженную в виде специальных значков на трубочках. В прошлом широко использовался странствующими музыкантами, сопровождавшими певцов и чтецов традиционных лаосских поэм лам, одетых в яркие костюмы; в современном Лаосе используется во время праздников, деревенских весенних игрищ, предшествующих крестьянским свадьбам, и шаманских церемоний (пхи), а также в составе ансамблей и оркестров. Музыка кхэн состоит из пяти ладов, игровые формулы каждого из которых заучиваются играющими наизусть; практически все исполнители данной музыки — мужчины.
Кхэн имеет определённое распространение за пределами Лаоса: в Европу он впервые попал в конце XIX века вместе с возвращавшимися из Лаоса христианскими миссионерами; в Сардинии на его основе создан музыкальный инструмент мундоргель. С 1990-х годов кхэн используется некоторыми западными джазовыми музыкантами. В 2017 году лаосская народная музыка, исполняемая с помощью кхэн, была включена в список шедевров устного и нематериального наследия ЮНЕСКО.